# St. Bartholomäus (Speyer)

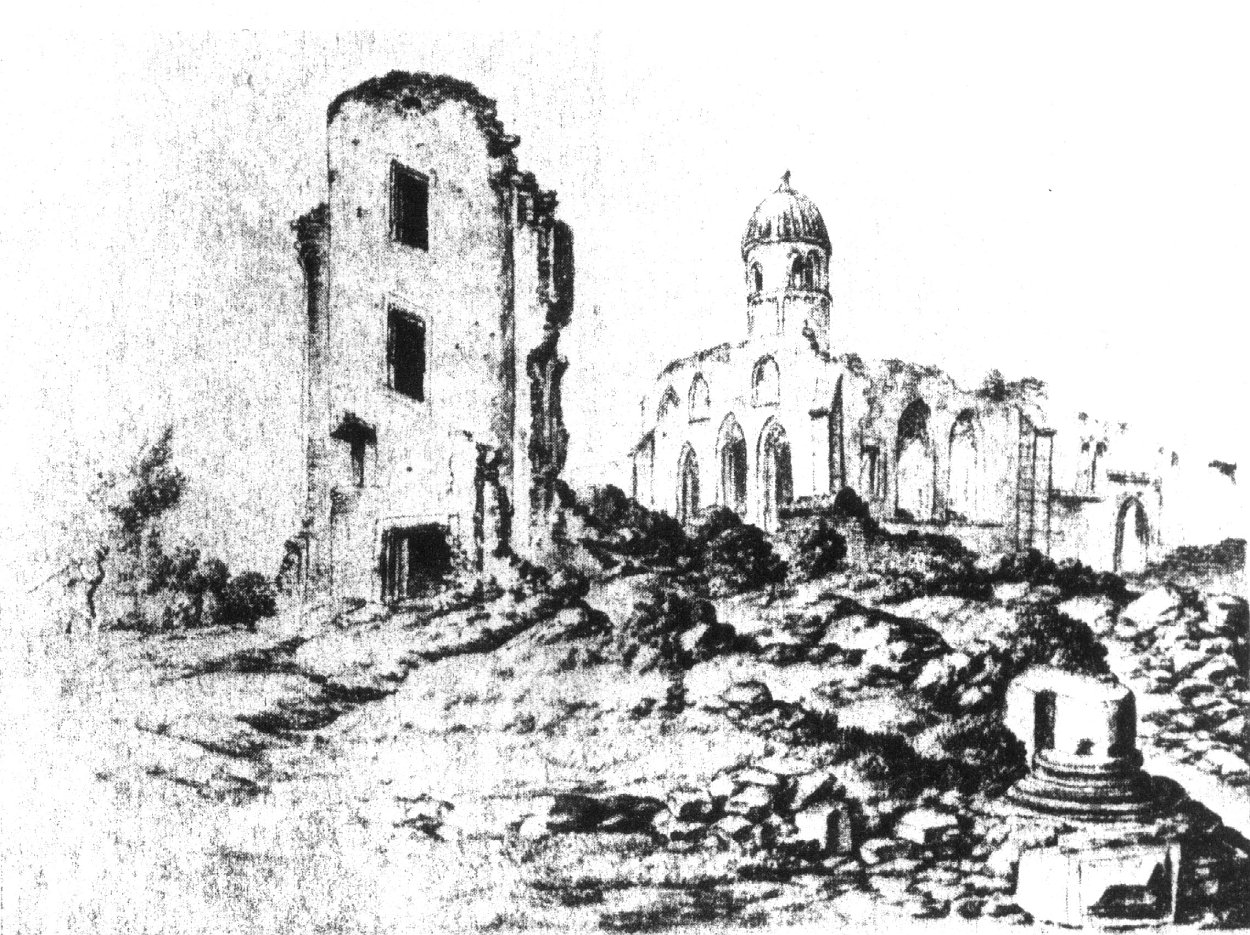
Ruine der Bartholomäuskirche um 1800

Die Bartholomäuskirche zählte zu den bedeutendsten Pfarrkirchen der ehemaligen Reichsstadt Speyer und befand sich nahe dem Augustinerkloster auf der Straßeninsel zwischen Gutenbergstraße, Wormser Straße und Luzerngasse.

## Geschichte
Die Anfänge der Bartholomäuskirche gehen wahrscheinlich ins 12. Jahrhundert zurück. Als sich die Stadt weiter nordwärts ausdehnte, wurde neben St. Bartholomäus auch das Augustinerkloster errichtet. Im 14. Jahrhundert wurde die Kirche gotisch umgebaut und ihr romanischer Turm mit einem steilen Spitzhelm gekrönt. Die Kirche fiel dem Speyerer Stadtbrand von 1689 zum Opfer. Die Kirche bestand noch bis etwa 1800, bevor sie dann in der Französischen Revolution abgerissen wurde. Von der Bartholomäuskirche sind keine Reste erhalten.